# Guangdong
Guangdong (förenklad kinesiska: 广东; traditionell kinesiska: 廣東; pinyin: guǎngdōng; Jyutping: gwong2 dung1), tidigare känt som Kwangtung eller Kanton , är en provins i södra Kina vid kusten till Sydkinesiska havet. Huvudstad är Guangzhou.

## Geografi
Provinsen har en 4 300 km lång kustlinje till Sydkinesiska havet där den gränsar till de speciella administrativa regionerna Hongkong och Macao som ligger på var sin sida om den vik i vilken Pärlfloden (Zhujiang) mynnar ut. I norr gränsar Guangdong till Guangxi, Hunan, Jiangxi och Fujian. Längst i söder ligger halvön Leizhou.

## Språk och kultur
Guangdong är en språkligt och kulturellt splittrad region och en rad olika kinesiska dialekter talas i provinsen. Den kantonesiska dialekten och kulturen dominerar i Pärlflodsdeltat i centrala Guangdong och kantonesiskan har av hävd varit det mest prestigefyllda språket i regionen, vilket även påverkat resten av Kina genom kantopopen och hongkongfilmen. Kantonesiskan skiljer sig från det nordkinesiska standardspråket lika mycket som svenska från tyska men omtalas trots detta som en kinesisk dialekt eller dialektgrupp.
Genom stor utvandring har det kantonesiska köket inte bara blivit känt i resten av Kina utan också spridit sig till resten av världen.
I prefekturerna  Meizhou, Heyuan, Shaoguan och Huizhou i nordöstra delen av provinsen finns det stora grupper som talar hakka-dialekten som inte är ömsesidigt begriplig med kantonesiskan. På Leizhou-halvön samt i prefekturerna Chaozhou, Shantou, Jieyang och Shanwei vid provinsen östra kustremsa dominerar olika varianter av minnan-dialekten som är närmast besläktad med dialekterna i södra Fujian-provinsen.
Efter Folkrepubliken Kinas grundande 1949 har standardkinesiskan blivit officiellt språk och gjort stora inbrytningar i miljöer som tidigare dominerats av olika lokala dialekter. Denna process har accelererat under reformperioden efter 1979, då mandarintalande gästarbetare flyttat in i de framväxande industristäderna i Guangdong. Detta har lett till att majoritetsbefolkningen i dessa städer inte förstår den lokala dialekten.

## Näringsliv
Guangdong är en av Kinas ekonomiskt viktigaste provinser och många ekonomiska reformer har prövats fram här, inte minst öppnandet av de ekonomiska frizonerna i Shenzhen och Zhuhai. Närheten till Hongkong har också starkt bidragit till den ekonomiska utvecklingen. Provinsen är inte bara Kinas ledande exportör av varor utan också den största importören.
Guangdong har arbetat sig upp inom tillverkningsindustrin från att ha koncentrats sig på textilier, leksaker och skor till mer avancerade produkter som informationsteknik och tyngre maskinprodukter. Trots den starka grunden i tillverkningsindustrin så förväntar sig de lokala myndigheterna att tjänstesektorn kommer att stå får mer än 50 procent av BNP i provinsen år 2015 och högteknisk tillverkning för ytterligare 20 procent.
Det är främst Pärlflodens delta, med städer som Guangzhou, Huizhou, Jiangmen, och Shenzhen, som leder den ekonomiska utvecklingen, medan stora delar av landsbygden fortfarande släpar efter.
Guangdong är också ett finansiellt centrum och många kinesiska företag är registrerade på börsen i Shenzhen.

## Historia
Det område som idag är Guangdong-provinsen införlivades relativt sent i det kinesiska imperiet och provinsens invånare betraktades länge som ociviliserade av nordkineserna. Provinsens nuvarande namn är en förkortningen av Guangnan donglu (广南东路), det vill säga de "östra områdena i de utvidgade södra territorier" som införlivats under norra Songdynastin. I och med ett nya maritima handelsvägar öppnades under 1500-talet fick Guangdong tätare kontakt med västerländska handelsmän och fick gradvis en större betydelse för Kinas utrikeshandel.
Både det första och det andra opiumkriget bröt ut i Guangdong i mitten på 1800-talet, vilka ledde till att Guangzhou blev en fördragshamn och att Storbritannien upprättade en kronkoloni i Hongkong. Guangdong var också den provins som Taipingupproret utgick ifrån på 1850-talet, även om rörelsen fick sitt starkaste fotfäste i norra Kina.
I Guangdong fanns under 1920-talet ett militärt träningscentrum för Kuomintang-partiet.
Under det kinesiska inbördeskriget etablerade Kuomintang en tillfällig huvudstad i Guangzhou innan de flydde till Taiwan och provinsen var ett av de sista områden som Folkets befrielsearmé erövrade.
Ön Hainan var fram till 1980-talet en del av Guangdong innan den blev en egen provins. Under senare år har Guangdongs ekonomi blomstrat, bland annat på grund av kontakten med Hongkong. Provinsen drabbades hårt av SARS-epidemin år 2003.

## Politik
Under senare år har Guangdong blivit känt för sitt relativt tillåtande politiska klimat, på kinesiska kallat Guangdong Xianxiang. Makten över Guangdong delas, precis som i andra kinesiska provinser, mellan Guangdongs folkregering, som leds av den regionala folkkongressen och guvernören, och å andra sidan den regionala avdelningen av Kinas kommunistiska parti under ledning av partisekreteraren, som sedan 2022 är Huang Kunming. I praktiken är det partisekreteraren som har den högsta makten i provinsen. Sedan 2021 är Wang Weizhong guvernör i Guangdong.

## Administrativ indelning
Provinsen är indelad i två städer på subprovinsiell nivå samt nitton städer på prefekturnivå.
| Karta                       | Nr        | Namn   | Kinesiska     | Pinyin     | Huvudort |
| --------------------------- | --------- | ------ | ------------- | ---------- | -------- |
|                             |           |        |               |            |          |
| — Subprovinsiella städer —  |           |        |               |            |          |
| 9                           | Guangzhou | 廣州市 | Guǎngzhōu shì | Yuexiu     |          |
| 21                          | Shenzhen  | 深圳市 | Shēnzhèn shì  | Futian     |          |
| — Städer på prefekturnivå — |           |        |               |            |          |
| 1                           | Qingyuan  | 清遠市 | Qīngyuǎn shì  | Qingcheng  |          |
| 2                           | Shaoguan  | 韶關市 | Sháoguān shì  | Zhenjiang  |          |
| 3                           | Heyuan    | 河源市 | Héyuán shì    | Yuancheng  |          |
| 4                           | Meizhou   | 梅州市 | Méizhōu shì   | Meijiang   |          |
| 5                           | Chaozhou  | 潮州市 | Cháozhōu shì  | Xiangqiao  |          |
| 6                           | Zhaoqing  | 肇慶市 | Zhàoqìng shì  | Duanzhou   |          |
| 7                           | Yunfu     | 雲浮市 | Yúnfú shì     | Yuncheng   |          |
| 8                           | Foshan    | 佛山市 | Fóshān shì    | Chancheng  |          |
| 10                          | Dongguan  | 東莞市 | Dōngguǎn shì  | Nancheng   |          |
| 11                          | Huizhou   | 惠州市 | Hùizhōu shì   | Huicheng   |          |
| 12                          | Shanwei   | 汕尾市 | Shànwěi shì   | Chengqu    |          |
| 13                          | Jieyang   | 揭陽市 | Jiēyáng shì   | Rongcheng  |          |
| 14                          | Shantou   | 汕頭市 | Shàntóu shì   | Jinping    |          |
| 15                          | Zhanjiang | 湛江市 | Zhànjiāng shì | Chikan     |          |
| 16                          | Maoming   | 茂名市 | Màomíng shì   | Maonan     |          |
| 17                          | Yangjiang | 陽江市 | Yángjiāng shì | Jiangcheng |          |
| 18                          | Jiangmen  | 江門市 | Jiāngmén shì  | Pengjiang  |          |
| 19                          | Zhongshan | 中山市 | Zhōngshān shì | Dongqu     |          |
| 20                          | Zhuhai    | 珠海市 | Zhūhǎi shì    | Xiangzhou  |          |